# لوهک
لوهک روستایی از توابع بخش آبدان شهرستان دیر استان بوشهر در جنوب ایران.

## جمعیت
این روستا در دهستان سرمستان قرار دارد طبق سرشماری رسمی ۱۳۹۰ جمعیت آن ۷۲نفر (۱۹خانوار) است و در سال ۱۳۸۵ جمعیت آن سال ۱۳۸۵ جمعیت آن ۷۴نفر (۱۵خانوار) بوده است.